# Gaetano Brundu
Gaetano Brundu (Cagliari, 5 maggio 1936 – Cagliari, 9 marzo 2015) è stato un pittore italiano.

## Biografia
Nato a Cagliari nel 1936, si è avvicinato da autodidatta al mondo della pittura a fine anni cinquanta, entrando a far parte del collettivo "Studio 58" e avvicinando docenti di storia dell'arte dell'ateneo cagliaritano quali Corrado Maltese e Gillo Dorfles. La sua prima personale è del 1959, quando espone alla Biblioteca Universitaria di Cagliari i suoi "sacchi tagliati" ispirati alle opere di Burri ma con forti influenze dello spazialismo di Lucio Fontana.. Fra il 1965 e il 1967 si trasferì a Parigi, dove arricchì la sua produzione pittorica con influenze "pop" ed espose le sue opere al Centre Culturel International, Maison de l’Allemagne e Maison Internationale.
Dopo essere tornato a Cagliari continuò la sua ricerca pittorica approfondendo lo studio e l'interesse per il colore, uniti al "taglio della tela", ed elaborò il segno del "baffo del leone" che divenne il marchio delle sue opere.In questo periodo realizzò, tra l'altro, illustrazioni per libri, come quelle della raccolta di racconti Sardonica di Giulio Angioni (Edes 1983) e diversi grandi murales a Monastir, Selargius e soprattutto a Settimo San Pietro (1979), con altri muralisti quali Rosanna Rossi, Tonino Casula e diversi altri. Negli ultimi anni della carriera si dedicò anche alla modifica digitale di immagini e fotografie.

## Gaetano Brundu nei musei
- MACC, Calasetta